# Hamza Abughalia
Hamza Abughalia (ur. 10 grudnia 1980 roku) – libijski sztangista, olimpijczyk.
Zawodnik wystąpił w zawodach w podnoszeniu ciężarów (w kategorii lekkociężkiej – do 85 kg) na Letnich Igrzyskach Olimpijskich 2004. W rwaniu uzyskał wynik 147,5 kg, w podrzucie natomiast zaliczył trzy nieudane podejścia i nie został sklasyfikowany.